# Amédée Emmanuel François Laharpe

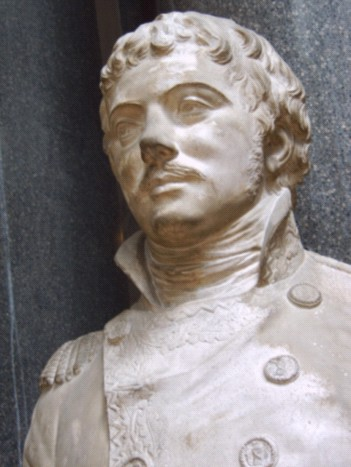
Büste in der Schlachtengalerie des Schloss Versailles

Amédée Emmanuel François Laharpe (* 17. Oktober 1754 bei Rolle VD; † 8. Mai 1796 in Codogno) war ein französischer Général de division schweizerischer Herkunft.

## Leben
Laharpe war ein Sohn von Louis-Philippe de la Harpe; einer seiner Cousins war der Politiker Frédéric-César de La Harpe. Er wurde auf Château Hutins geboren und verbrachte dort auch seine Kindheit. Seine Erziehung bekam er durch Hauslehrer und studierte anschließend in Haldenstein.
Sein Studium unterbrach er mehrmals um sich als Söldner in den österreichischen Niederlanden zu verdingen. Nach seiner endgültigen Rückkehr in seine Heimat, betraute man ihn mit einem militärischen Kommando in der Waadt. Begeistert von den Idealen der Revolution schloss er sich den Revolutionären an.
Seine politischen (revolutionären) Umtriebe zwangen Laharpe seine Heimat zu verlassen; er ging nach Frankreich und trat dort in die Armee ein. Bereits 1792 führte er ein Bataillon. Im darauffolgenden Jahr kämpfte er neben Jean-François Carteaux bei der Belagerung von Toulon.
Als großer Bewunderer Napoleons nahm Laharpe 1796 an dessen Italienfeldzug teil und diente neben Charles Pierre François Augereau, André Masséna und Jean Sérurier in dessen Stab. Er kämpfte tapfer bei Montenotte (12. April 1796), Dego (14./15. April 1796), Mondovi (20./22. April 1796) und bei Fombio (7./9. Mai 1796).
Am 8. Mai unternahm Laharpe einen Erkundungsritt zwischen Fombio und Codogno. Bei seiner Rückkehr wurde er versehentlich von seinem eigenen Kommando erschossen (→Eigenbeschuss). Er starb im Alter von beinahe 42 Jahren und fand seine letzte Ruhestätte am Rande des Schlachtfeldes.

## Ehrungen
- Der Bildhauer Félix Lecomte (1737–1817) schuf eine Büste von ihm, zu sehen in der Schlachtengalerie (Prinzenflügel) von Schloss Versailles.
- Sein Name findet sich am südlichen Pfeiler (24. Spalte) des Triumphbogens am Place Charles-de-Gaulle (Paris).